# I’ll be back
I’ll be back (Wrócę) – wypowiedź filmowa Arnolda Schwarzeneggera, po raz pierwszy użyta w filmie z roku 1984 Terminator, gdzie aktor odtwarzał tytułową rolę. W pierwotnej wersji scenariusza brzmiała ona „I’ll come back”. Amerykański Instytut Filmowy umieścił tę wypowiedź 21 lipca 2005 roku na Liście najsłynniejszych cytatów filmowych ostatnich 100 lat, na 37. miejscu.

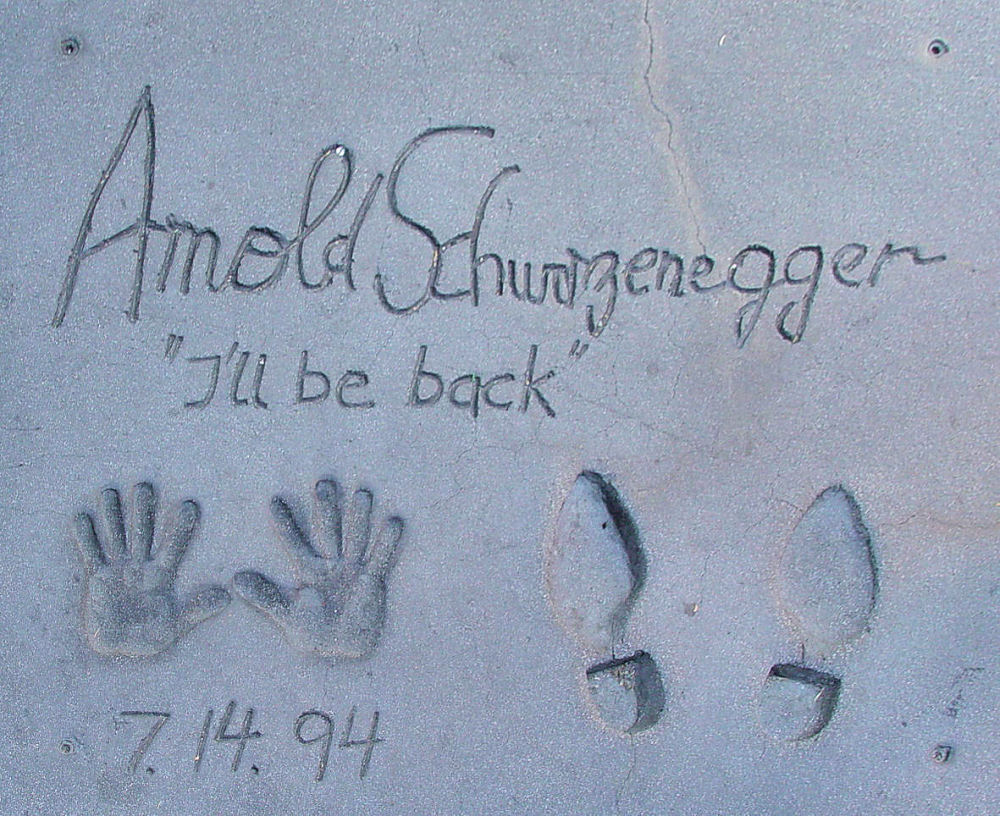
Odlew dłoni i butów w cemencie

## Film
Wypowiedź, po jej zastosowaniu w Terminatorze (1984), pojawia w różnych wariantach w wielu granych przez Schwarzeneggera filmach, m.in.:
- Terminator (1984) – „I’ll be back”, powiedział Terminator po niewpuszczeniu go na posterunek policji. Wrócił samochodem, przejeżdżając drzwi.
- Komando (1985) – „I’ll be back, Bennett!” (zanim wszedł do samolotu wbrew swej woli).
- Uciekinier (1987) – „Killian, I’ll be back!”, powiedział w programie Damona Killiana. Killian odpowiedział: „Only in a rerun” (Tylko w powtórce).
- Jak to się robi w Chicago (1986) – „I’ll be right back”, powiedział Mark Kaminski (Arnold) do Maxa Kellera (w momencie: 1:14:02).
- Czerwona gorączka (1988) – kpt. Danko (Arnold) mówi coś niewyraźnie w języku rosyjskim, co zostało przetłumaczone na angielskie „I’ll be back”.
- Bliźniacy (1988) – „If you’re lying to me, I’ll be back!” (do lekarza, który kierował eksperymentem stworzenia go).
- Gliniarz w przedszkolu (1990) – „I’m back!” (wracając do klasy szkolnej pełnej dzieci).
- Pamięć absolutna (1990) – „I’ll be back!” (wracając do Recall).
- Terminator 2: Dzień sądu (1991) – „Stay here, I’ll be back”, powiedział Terminator do Sary i Johna Connora podczas ucieczki z budynku Cyberdyne. Postać wraca ciężarówką przez frontowe drzwi.
- Bohater ostatniej akcji (1993) – Wypowiedź ta pojawia kilkakrotnie. Najpierw: „I’ll be back.... Ha! Bet you didn’t expect me to say that!” (Ha! Nie wiedziałeś, że tak powiem!), powiedział Jack Slater (Arnold), do chłopca imieniem Danny Madigan. Na co ten odpowiedział: „Ty zawsze tak mówisz. To jest jak twoja wizytówka”. Jest to film w filmie, pod jego koniec Slater nakłania chłopca, by wrócił do realnego życia, tu, do filmu zawsze będzie mógł powrócić.
- Junior (1994) – Po wejściu do domu postać grana przez Schwarzeneggera mówi: „It’s nice to be back”. (0:51:21)
- Świąteczna gorączka (1996) – Postać grana przez Schwarzeneggera mówi do filmowej żony: „I’ll be back with the doll later...”.
- 6-ty dzień (2000) – „I might be back...”.
- Terminator 3: Bunt maszyn (2003) – „She’ll be back”, powiedział Terminator w odniesieniu do androida T-X, i „I’m back!”, kiedy przyleciał śmigłowcem do schronu. Schwarzenegger użył również tej frazy we wprowadzeniu filmu DVD.
- Terminator: Ocalenie (2009) – „I’ll be back” Słowa wypowiada John Connor do żony kiedy rusza zniszczyć miasto Skynetu.
- Niezniszczalni 2 (2012) – Kiedy Trench wjeżdża do jaskini, w której siedzą uwięzieni bohaterowie, mówi „I’m back”. Podczas strzelaniny mówi „I’ll be back”, na co Church (Bruce Willis) odpowiada „You’ve been back enough. *I’ll* be back.” („Dość już wracałeś, to ja wrócę.”).
- Terminator: Genisys (2015) – Postać starszego T-800 grana przez Schwarzeneggera wypowiada kwestię „I’ll be back” w lecącym helikopterze skierowaną do Sary Connor po czym wyskakuje z helikoptera.
- Terminator: Mroczne przeznaczenie (2019) – Sarah Connor grana przez Lindę Hamilton ratuje z opresji Dani Ramos oraz Grace przed terminatorem Rev-9. Strzela ona do terminatora, wypowiada zdanie „I’ll be back” skierowane do obojga kobiet, po czym odchodzi.

Słowa „I’ll be back” pojawiają się również w podobnym sformułowaniu (w jakim wypowiadał je Schwarzenegger) w filmach Ostatni skaut w ostatniej scenie, oraz w Ryzykanci
gdzie wypowiada je Yaz Dennis Rodman ukrywając koszyk z dzieckiem.

## W polityce
Schwarzenegger używał tej frazy podczas publicznych przemówień jako gubernator Kalifornii.
25 czerwca 2010 Dmitrij Miedwiediew, podczas swej podróży do Stanów Zjednoczonych, witając się z gubernatorem Kalifornii Arnoldem Schwarzeneggerem powiedział: „I’ll be back!”, a potem dodał „Hasta la vista, baby!”.